# Антигістамінні препарати
Антигістамінні препарати (АГП, протигістамінні препарати, H1-блокатори гістаміну) — група лікарських засобів, що гальмують дію гістаміну, здійснюючи блокаду (наприклад, конкурентну) його рецепторів в організмі.
Коли «йде мова» про АГП, загалом мають на увазі препарати групи Н1- блокаторів.

## Види
Виділяють три групи препаратів (відповідно до рецепторів, що ними блокуються):[джерело?]
- H1-блокатори (використовують у терапії алергійних захворювань):
  - БРГ-І (перше покоління)
  - БРГ-ІІ (друге покоління)[3]
- H2-блокатори — використовують у лікуванні захворювань шлунка (сприяють зниженню шлункової секреції).
- H3-блокатори — використовують в терапії неврологічних захворювань.

## H1-блокатори
У їх числі хіфенадин, димедрол, клемастин, і зупиняють емісію (наприклад, кромолін) або дію (як дифенгідрамін) гістамінів.
Гістамін як медіатор здатний впливати на дихальні шляхи (спричинюючи набряк слизової носа, бронхоспазм, гіперсекрецію слизу), шкіру (свербіж, гіперемію, уртикарні висипання), шлунково-кишковий тракт (кишкова колька, стимуляцію шлункової секреції), серцево-судинну систему (розширення капілярних судин, підвищення проникності судин, гіпотензію, порушення серцевого ритму), гладку мускулатуру.
Багато в чому саме перебільшення цього впливу обумовлюють алергійні реакції. І антигістамінні препарати в основному використовуються саме з метою боротьби з проявами алергії.
Випускають у вигляді таблеток, назального спрею або крапель, в тому числі очних, форм для парентерального введення.

### Покоління
Існує кілька поколінь антигістамінних препаратів. З кожним поколінням зменшується частота та вираженість побічних ефектів і ймовірність звикання, збільшується тривалість дії.
- Перше покоління
  - Диметинден (Феністил)
  - Клемастин (Бравегіл, Клемастін, Клемастіна Фумарат, Рівтагіл, Тавегіл)
  - Меклізін (Бонін, Бонамін, Антіверт, Постафен, Драмамін)
  - Прометазин (Phenergan, Promethegan, Romergan, Fargan, Farganesse, Prothiazine, Avomine, Atosil, Receptozine, Lergigan)
  - Фенрамін (Авілов)
  - Хлорфенірамін (Chlor-Trimeton, Piriton, Chlor-Tripolon, HISTA-12):
    - Дексхлорфенірамін[en] (Dexchlorpheniramine (Polaramine), ізомер хлорфеніраміну)

  - Ципрогептадин (Перитол)
  - Мебгідролін (Діазолін)
  - Хіфенадин (Фенкарол[6])
  - Дифенгідрамін (Димедрол)

- Друге покоління
  - Терфенадин
  - Астемізол (Гісманал)
  - Азеластин (Алергоділ)
  - Акривастин (Семпрекс)
  - Біластин (Ніксар)
  - Лоратадин (Кларитин, Алерпрів, Клаллергін, Кларготіл, Кларідол, Кларісенс, Кларіфарм, Кларіфер, Кларотадін, Кларфаст, Ломілан, Лорагексал, Лотарем, Еролін, Лорано)
  - Цетиризин (Цетрин, Алерза, Аллертек, Зетрінал, Зінцет, зіртек, Зодак, Летізен, Парлазін, Цетірінакс)
  - Ебастин (Кестін, Evastin, Ebastel, Aleva)

- Третє покоління — є активними метаболітами препаратів другого покоління. Крім більшої ефективності, вони позбавлені побічних кардіотоксичних властивостей.
  - Левоцетиризин (Ксізал ®, Цетрілев, Алерон, L-цет, Алерзин)
  - Дезлоратадин (Алерсіс, Едем, Еріус, Лоратек ®, Лордес)
  - Фексофенадин (Allegra, Телфаст, Fastofen, Tilfur, Фексадін, Фексофаст)
  - Норастемізол (в процесі розроблення)

Станом на  2020 рік тривають наукові суперечки щодо визнання третього покоління.